# Petite Glâne
 (août 2025).
Si vous disposez d'ouvrages ou d'articles de référence ou si vous connaissez des sites web de qualité traitant du thème abordé ici, merci de compléter l'article en donnant les références utiles à sa vérifiabilité et en les liant à la section « Notes et références ».
La Petite Glâne est une rivière du Plateau suisse s'écoulant dans les cantons de Vaud et de Fribourg, et un sous-affluent du Rhin par la Broye et l'Aar.

## Parcours
La Petite Glâne prend sa source au lieu-dit Vers le Moulin à la limite du canton de Vaud et l'enclave fribourgeoise de Vuissens entre le Grand Bois et le bois de la Rigne. Elle coule vers le nord-est et entre dans le canton de Vaud, passe près de Treytorrens puis entre dans l'enclave fribourgeoise d'Estavayer-le-Lac. Elle passe dans la commune de Cugy après laquelle son cours descend dans la plaine de la Broye où son tracé a subi une importante artificialisation. Elle longe ensuite, par le nord-ouest, l'aérodrome militaire de Payerne puis entre de nouveau dans le canton de Vaud. Elle suite ensuite - quelques centaines de mètres sur sa rive gauche - le cours de la Broye jusqu'à Salavaux où elle conflue avec cette dernière.
Dans la plaine de la Broye elle coupe à de nombreuses reprises les frontières cantonales entre Fribourg et Vaud. Après l'enclave fribourgeoise d'Estavayer-le-Lac, elle entre dans le canton de Vaud, puis dans le canton de Fribourg sur quelques centaines de mètres pour entrer de nouveau rapidement dans le canton de Vaud avant de revenir dans le canton de Fribourg au sud de Saint-Aubin. Elle entre enfin dans le canton de Vaud peu avant Salavaux pour y finir son cours. Sur la totalité de son cours - 30 kilomètres - elle coupe ainsi sept frontières cantonales.
En 2023, après des travaux de revitalisation, à la hauteur de Saint-Aubin, la Petite Glâne a retrouvé son lit naturel, élargie et renaturée sur 2,3 km, échappée de son ancien tracé rectiligne artificiel. Quelque 100’000 m3 de terrassements ont été effectués pour créer des bras morts et des méandres à la rivière durant cette première phase. La seconde étape débute la même année sur le territoire de Vully-les-Lacs sur 1,7 km.  Les travaux finaux concernent 7 km du cours d’eau à revitaliser de Salavaux à Vallon pour un total de 21,5 millions de francs.

## Relevés hydrologiques
Le débit moyen interannuel de la Petite Glâne relevé sur une passerelle à 300 m en aval de la route Avenches - Villars-le-Grand sur la période 1993-2011 est de 0,962 m3/s. Son bassin versant est alors de 84.6 km2. Le débit maximum mesuré l'a été en mars 2001 avec une pointe à 30,3 m3/s le 12 et une moyenne journalière maximum de 20,1 m3/s le 4. Le débit minimum journalier, 0,050 m3/s, a été mesuré le 24 mai 2011.

### Sources
- (de) Cet article est partiellement ou en totalité issu de l’article de Wikipédia en allemand intitulé « Petite Glâne » (voir la liste des auteurs).